# Hydeia Broadbent
Hydeia Loren Broadbent (* 14. Juni 1984 in Las Vegas, Nevada; † 20. Februar 2024 ebenda) war eine US-amerikanische HIV/AIDS-Aktivistin, die durch ihre Auftritte in nationalen Medien und als Sprecherin für verwandte Stiftungen bekannt wurde.

## Frühes Leben und Bildung
Broadbent wurde in Las Vegas, Nevada, mit nicht diagnostiziertem HIV geboren. Sie wurde zunächst von Loren und Patricia Broadbent als Pflegekind aufgenommen und später adoptiert. Ihre leibliche Mutter hatte sie in einem Krankenhaus in Las Vegas zurückgelassen. 1987 brachte die leibliche Mutter im selben Krankenhaus ein weiteres Kind zur Welt und ließ auch dieses dort zurück; Mutter und Kind wurden positiv auf HIV getestet. Daraufhin wurde auch Hydeia getestet, mit ebenfalls positivem Ergebnis. Ihre Adoptivmutter meldete sie für eine Forschungsstudie an, in der Hoffnung, eine geeignete Behandlung zu finden. Trotz der Prognose, nicht über das fünfte Lebensjahr hinaus zu überleben, entwickelte sie im Alter von sechs Jahren AIDS und überlebte entgegen der Erwartungen. Sie besuchte ab der siebten Klasse die Odyssey High School in Las Vegas und absolvierte diese digital.

## Leben und Aktivismus
Im Alter von sechs Jahren begann Broadbent, öffentlich über das Leben mit HIV/AIDS zu sprechen. Durch Elizabeth Glaser, die Gründerin der Elizabeth Glaser Pediatric AIDS Foundation, wurde sie in die Aktivismusarbeit eingeführt. Sie trat bei zahlreichen Veranstaltungen auf, darunter AIDS-Benefizkonzerte, Dokumentarfilme, Bildungsprogramme an Universitäten und Talkshows. 1992 erschien sie in einer Nickelodeon-Sondersendung zusammen mit Magic Johnson. Zwei Jahre später gründete sie die Hydeia L. Broadbent Foundation und erhielt einen Black Achievement Award vom Jet Magazine. Sie trat in der Maury Povich Show, bei 20/20, Good Morning America und auf der Republican National Convention 1996 auf. Ebenfalls 1996 trat sie in der Oprah Winfrey Show auf und später in „Oprah: Where Are They Now?“. 2002 veröffentlichten sie und ihre Familie ein Buch mit dem Titel „You Get Past The Tears“. Die Familie trat auch 2004 in einer Episode von „Extreme Makeover: Home Edition“ auf. 2012 wurde Broadbent Ehrenmitglied der Schwesternschaft Sigma Gamma Rho. 2014 war sie Sprecherin für die Magic Johnson Foundation und andere AIDS-Aktivistenorganisationen. Sie nahm an Screening-Aktionen teil und reiste national und international, um Vorträge zu halten. Broadbent nahm täglich antiretrovirale Medikamente ein.

## Tod und Vermächtnis
Broadbent verstarb am 20. Februar 2024 in Las Vegas im Alter von 39 Jahren. Nach ihrem Tod veröffentlichte Magic Johnson einen Videoclip aus einem Interview von 1992, in dem die siebenjährige Broadbent sagte: „I want people to know that we’re just normal people.“ (zu deutsch: „Ich möchte, dass die Leute wissen, dass wir ganz normale Menschen sind.“), worauf Johnson antwortete: „We are normal people“ (zu deutsch: „Wir sind normale Menschen.“).

## Werke
- You Get Past the Tears: A Memoir of Love and Survival. Villard, 2002 mit Patricia Broadbent. ISBN 978-0-679-46314-6.

## Auszeichnungen
- 1994: Black Achievement Award
- 2012: Ehrenmitglied der Schwesternschaft Sigma Gamma Rho